# مالاپا

مالاپا، محل کشف سنگواره‌ها در محل موسوم به گهواره بشریت، واقع‌شده در آفریقای جنوبی.

غار باستانی مالاپا، محل یافت سنگوارههایی از انسان‌ساهای منقرض شده‌است که در ۴۵ کیلومتری شمال غربی شهر ژوهانسبورگ در آفریقای جنوبی واقع شده‌است. این محل در داخل منطقهٔ گهواره بشریت قرار دارد که جز میراث جهانی یونسکو است.